# Johannes Ring
Johannes Ring (* 3. Juni 1945 in Bad Wörishofen) ist ein deutscher Dermatologe und Allergologe. Er war Inhaber des Lehrstuhls für Dermatologie und Allergologie am Universitätsklinikum der TU München. Ring emeritierte am 1. April 2014 und übergab den Lehrstuhl an den Dermatologen Prof. Tilo Biedermann.

## Leben
Ring studierte von 1964 bis 1970 Medizin und Bayerische Geschichte an der LMU München. Beide Studiengänge schloss er mit einer Promotion ab: 1970 promovierte er zum Dr. med., 1979 zum Dr. phil. mit einer Arbeit über das Bayernbild in angloamerikanischen Zeitschriften zu Beginn des 20. Jahrhunderts.
Nach der Promotion war Ring wissenschaftlicher Mitarbeiter am „Institut für Chirurgische Forschung“ der LMU München. 1976 habilitierte er sich dort für das Fach Immunologie. Nach der Habilitation ging er von 1977 bis 1978 zu einem Forschungsaufenthalt an die Scripps Clinic in La Jolla in Kalifornien. Er kehrte nach München zurück und wurde 1983 zum außerplanmäßigen Professor an der LMU München ernannt, zugleich wurde seine Lehrbefugnis auf das Fach Dermatologie und Venerologie erweitert. An der Hautklinik der LMU München war er bis 1990 klinischer Oberarzt und Leiter der Allergieabteilung. Zwischen 1990 und 1995 war Ring Lehrstuhlinhaber und Direktor der Universitäts-Hautklinik und Allergieabteilung am Universitätskrankenhaus Hamburg-Eppendorf. 1995 nahm er wieder einen Ruf an die TU München an, wo er bis heute lehrt. Ring hat mehr als 600 wissenschaftliche Originalarbeiten und 400 Übersichtsartikel (Reviews) veröffentlicht.
Ring ist Mitglied der katholischen Studentenverbindung K.St.V. Südmark München im KV.

## Veröffentlichungen (Auswahl)
- Neurodermitis – atopisches Ekzem, Thieme: Stuttgart, New York 2012, ISBN 978-3-13-146661-7.
- Angewandte Allergologie,  3. neu bearbeitete Auflage, Urban und Vogel, München 2004, ISBN 3-89935-128-2. (englisch unter dem Titel „Allergy in practice“, Springer, Berlin 2005, ISBN 3-540-00219-7)
- (Hrsg.): Weißbuch Allergie in Deutschland, 3. überarbeitete und erweiterte Auflage, Springer Medizin, München 2010, ISBN 978-3-89935-245-0.
- (Hrsg.): Handbook of atopic eczema, 2. ed., Springer: Berlin, Heidelberg; New York 2006, ISBN 3-540-23133-1
- (Hrsg.): Anaphylaxis, Karger: Basel; Freiburg, Br.; Sydney etc., 2010, ISBN 978-3-8055-9441-7.
- (als Hrsg. mit Alain de Weck):  Collegium Internationale Allergologicum : CIA ; history and aims of a special international community devoted to allergy research ; 1954 - 2006, zweite, verbesserte Auflage, Urban und Vogel, München 2006, ISBN 3-89935-227-0.
- Epidemiologie allergischer Erkrankungen : nehmen Allergien zu?, München : MMV Medizin-Verlag und Vieweg: Braunschweig; Wiesbaden 1991, ISBN 3-8208-1164-8.

## Mitgliedschaften in Vorständen von wissenschaftlichen Gesellschaften (Auswahl)
- European Society for Dermatological Research (ESDR; 1989–1990 Präsident)
- German Society for Allergy and Clinical Immunology (DGAKI; 1993-2002 Präsident)
- Deutsche Akademie für Allergologie und Umweltmedizin (DAAU, Präsident seit 2002)
- World Allergy Organization (WAO), former International Association of Allergy and Clinical Immunology (IAACI, 1993-2000 Vize-Präsident)
- Deutsche Dermatologische Gesellschaft (DDG, seit 1998)
- Collegium Internationale Allergologicum (CIA, 1994 Secretary, 2002-2006 Präsident)
- European Academy of Dermatology and Venereology (EADV, 2004-2006 Präsident)

## Editor und Mitgliedschaften in Editorial Boards (Auswahl)
- World Allergy Organization ´Journal (WAO Journal) (founding and chief editor seit 2008)
- Allergy and Clinical Immunology International (seit 2005 chief editor)
- Allergo Journal (founding and chief editor 1992–2002)
- Chemical Immunology and Allergy (series editor seit 2005)
- Current Allergy Reports (associated editor)
- Journal of the European Academy of Dermatology and Venereology (Editor-in-chief)

## Preise und Ehrungen
- 1975 Homburg-Preis
- 1976 Sebastian-Kneipp-Preis
- 1976 Albert-Knoll-Preis
- 1983 Preis des Allergiker- und Asthmatikerbunds
- 2002 Preis der Ärztegesellschaft Kroatiens
- 2005 Staatsmedaille „Umwelt und Gesundheit“ des Freistaats Bayern